# Octavi Masià Antolí
Octavi Masià Antolí (Alcoi, 1966) és un director de cinema valencià.
El 1985 es va traslladar a Madrid per estudiar imatge a la Facultat de Ciències de la Informació de la Universitat Complutense de Madrid. Quan tornà a Alcoi va fundar la productora cinematogràfica Índex Video, amb la que va realitzar vídeos publicitaris o promocionals. El 1990 va fer el seu primer curtmetratge, El puente, i el 1995 El venedor de morts, amb Josep Selles i Joan Gadea i que va rebre el Premi Cinema Jove de València. El 1998 va realitzar el curtmetratge Rufino, amb el que fou nominat al Goya al millor curtmetratge de ficció. i fou premiat al Festival Internacional de Cinema d'Odense. El 2002 va rodar un nou curt, El 64, amb Sol Picó. El 2005 va rodar el seu primer llargmetratge per a televisió Las palabras de Vero, sobre una adolescent amb síndrome de Down. Posteriorment, mentre treballa en un projecte per fer un biopic sobre Ovidi Montllor, ha realitzat dos episodis de la sèrie de Canal 9 Les moreres (2007) i ha format part del departament editorial de la sèrie valenciana Senyor Retor (2011).